# Зубрицькі гербу Помян
Зубрицькі (пол. Zubrzycki) — галицький дрібношляхетний рід гербу Помян.

## Походження
Кіндратів, що лежав в історичній Самбірській волості, був невеликим поселенням з королівським правом. За Зубрицьким, у 80-х роках XIX століття тут було лише 40 хат і 300 душ. Парафіальний та адміністративний центр поселення лежав у більшому селі Ясинці Масьовій, і належав до Турківського повіту. Також Зубрицький у свої роботі „Село Кіндратів (Турецького пов.)“ опублікував грамоту про заснування Кіндратова 1569 року, так і її підтвердження 1678 року, що зберігалися в родинному архіві. За нею війти села отримали значну користь від королівських прав поселення серед лісів. Початково ці війти були групою посередників між підданими і шляхтою; згодом вони поєдналися через шлюби з дрібношляхетськими родинами на кшталт Зубрицьких, які походили із Зубриців, ще одного села, прилеглого до Ясінки Масьової:
|                      | На війтівстві в сім часі сиділа дрібна шляхта, зайшла з інших сіл. Було щось з п’ять родин: Бєльські, Зубрицькі, Ільницькі, Кречківські i Нанівські ... Цікава познака нашої шляхти була ся, що кожний старався “виходити” легітімацію свого роду. Мій покійний отець був сім разів пішки у Львові 1837 р. Вітцеви мойому не дали легітімації, а лише “Extractus”... |
| — Михайло Зубрицький | |

## Родова схема

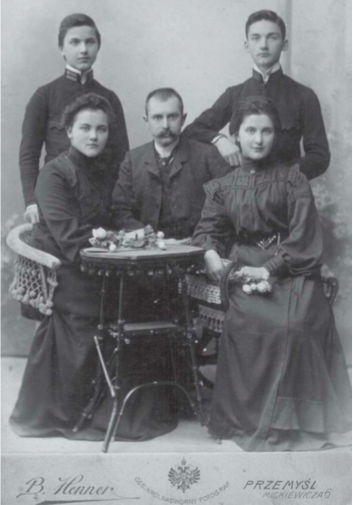
Сидять (зліва направо): Зеновія Зубрицька, др. Мар’ян Долинський, Анастасія Зубрицька. Стоять: брати Володимир і Петро Зубрицькі. м. Перемишль, 1904 р.

- Олександр Зубрицький (*? — †?) ∞ NN (*? — †?) — донька війта з Кіндратова
  - NN Зубрицький (*? — †?)
    - Іван Зубрицький (*1805 — †1883) ∞ Анастасія Нановська[3] гербу Сас (*1811 — †1877)
      - NN Зубрицький (*? — †?)
      - NN Зубрицький (*? — †?)
      - NN Зубрицький (*? — †?)
      - NN Зубрицький (*? — †?)
      - NN Зубрицький (*? — †?)
      - NN Зубрицький (*? — †?)
      - NN Зубрицький (*? — †?)
      - NN Зубрицький (*? — †?)
      - NN Зубрицький (*? — †?)
      - Михайло Зубрицький (*1856 — †1919) ∞ Ольга Борисевич (*? — †1942)
        - Анастасія Зубрицька (*1886 — †?) ∞  др. Мар'ян Долинський (*? — †?)
        - Зиновія Зубрицька (*? — †?) ∞ о. Милош-Юрій Левицький (*? — †1919)
        - Володимир Михайлович Зубрицький (*? — †1978) — учитель грецької та латинської мови у гімназії ∞ Олена NN (*? — †?)
          - Ольга Володимирівна Зубрицька (*? — †?)

        - Петро Зубрицький (*? — †?) — суддя в Турці ∞ Дарія NN (*? — †?)
          - Ірена Зубрицька (*? — †?)